# 볼보 VN/VT/VHD
볼보 VN/VT/VHD(영어: Volvo VN/VT/VHD)는 스웨덴 볼보 트럭사가 생산하는 대형 트럭으로 2002년에 출시되었다.
볼보 트럭이 VN 모델을 4x2 및 6x4 샤시를 최초로 적용한 모델이다. 트레일러의 최대 무게는 15.9톤부터 23.6톤이며, 굴절식 차량의 최대 무게는 56.7톤까지 견인이 가능하다. 대량 수송을 위해 표준 버전인 VNM200, VNL300 모델의 경우 최대 길이는 2,870mm부터 3,124mm까지 있다. 스탠다드 버전의 경우 길이 1.1 미터에 VNM/VNL430 및 VNM/VNL630의 길이와 같은 편이다. VN670와 VN780 버전의 최대 길이는 1,550mm부터 1,960mm의 길이를 갖춘 넓고 쾌적한 좌석이 있다. 미국의 트럭 모델과 다른 점이 있다면 범퍼 자체가 둥근 편이다. 차량 체중을 쉽게 유지하기 위해 운전실과 프레임 알루미늄으로 제조된다.
디젤 엔진의 경우 최하 365 마력부터 최대 465 마력을 자랑하는 VED12 디젤 엔진과 최하 385 마력부터 585 마력까지 EGR 배기 가스 재순환과 커민스 ISX 엔진을 탑재한 12 리터 볼보 디젤 엔진을 탑재하고 있다. 변속기의 경우 I-Shift 자동 변속기 또는 수동 변속기가 있으며 9단에서 18단까지 구동이 가능하다. 기존의 에어 서스펜션과 다른 것도 사용할 수 있다.
2005년에 트레일러 모델인 VT 880 6x4 샤시가 최초로 출시되었다. 운전실의 길이는 1,960mm로 유럽 연합의 생산된 트럭 중에서 가장 규모가 크다. 2005년 8월에 근거리 화물 수요를 처리하기 위해 VT800 모델이 최초로 출시되었다. 디젤 엔진의 경우 커민스 ISX, EGR 디젤 엔진과 볼보에서 생산하는 디젤 엔진 사용이 가능하다.
한편 볼보 및 커민스 엔진과 4x2 또는 6X6 샤시를 사용하는 VT VHD 모델의 경우 10단 수동 변속기와 최대 471 마력까지 낼 수 있다.

## 사진

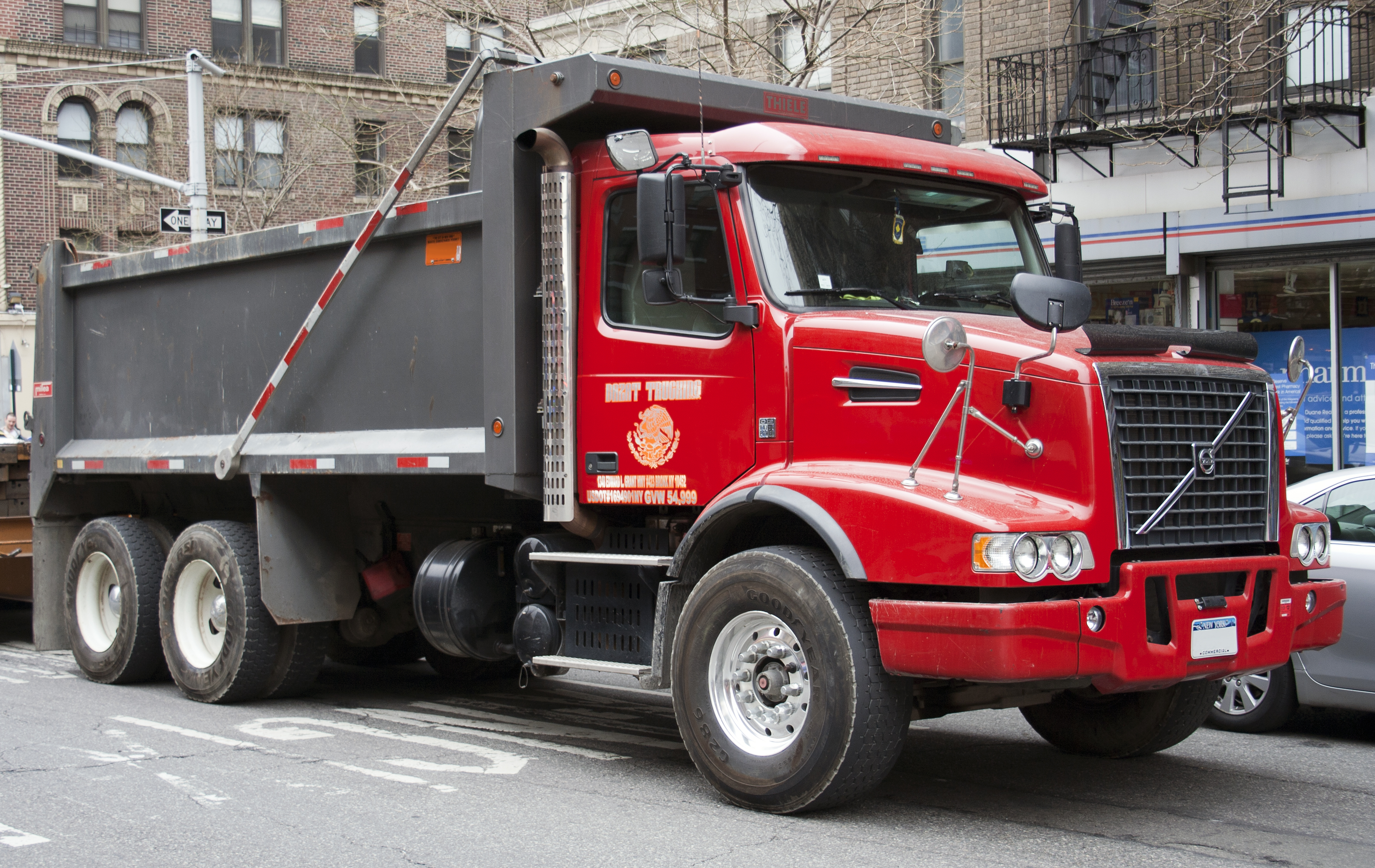
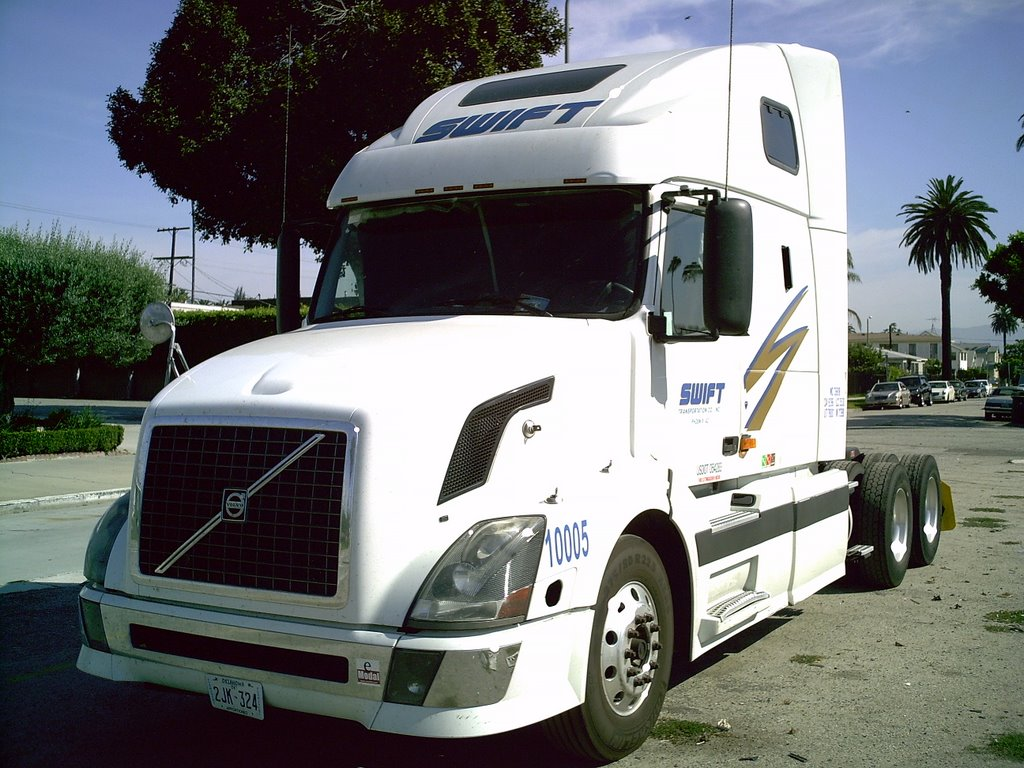
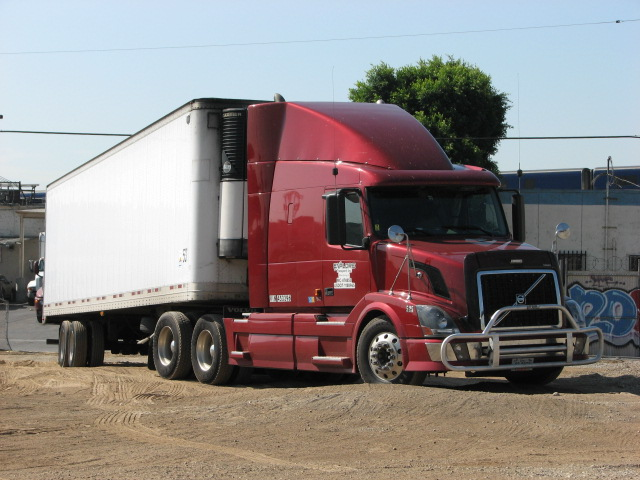
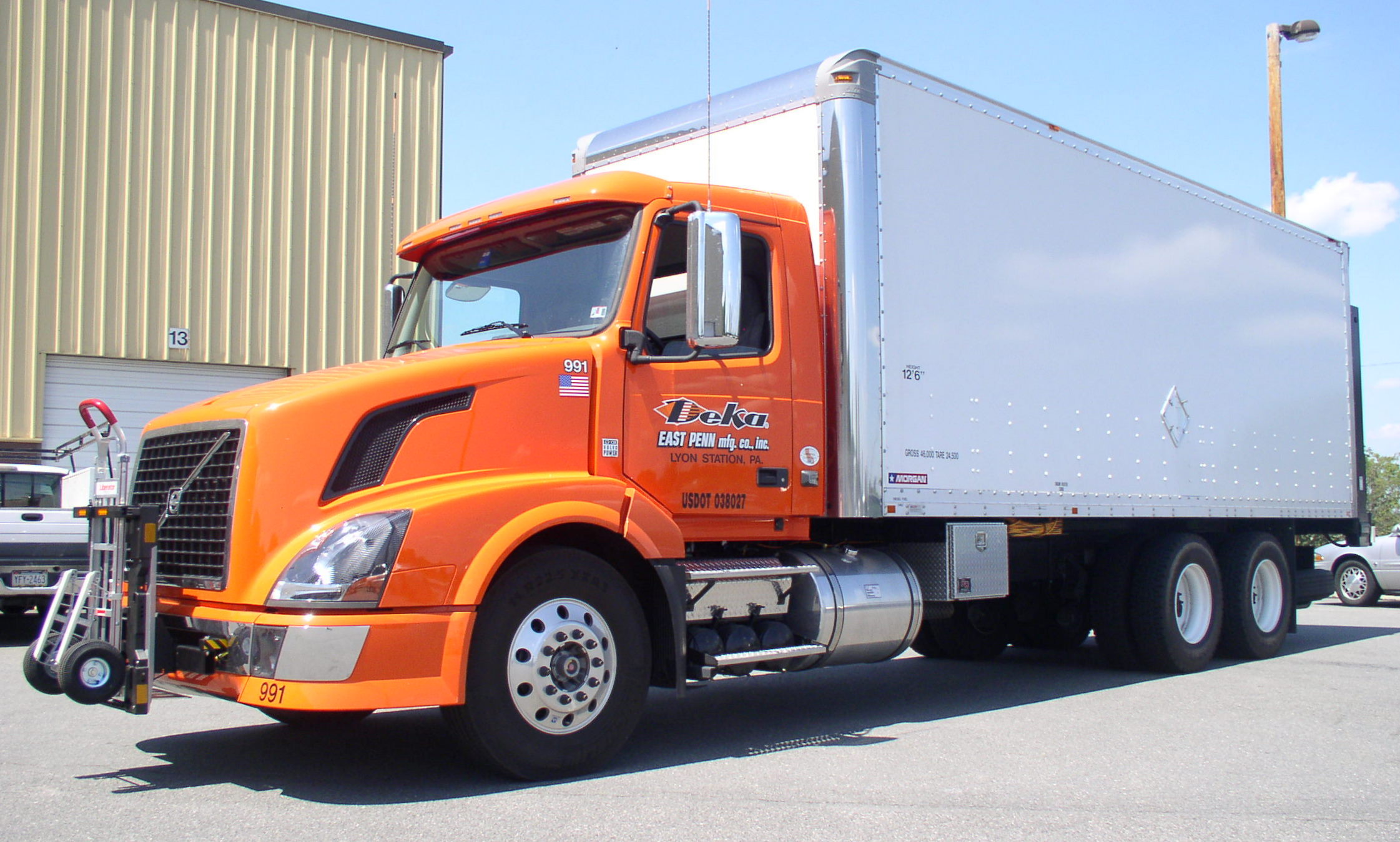
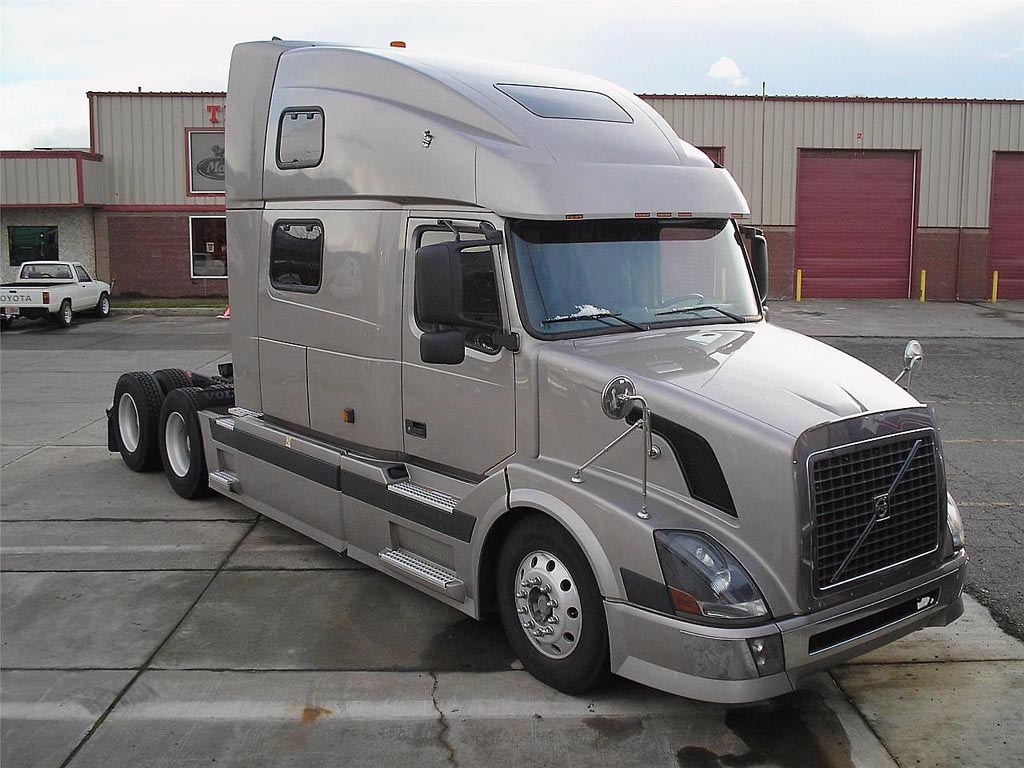
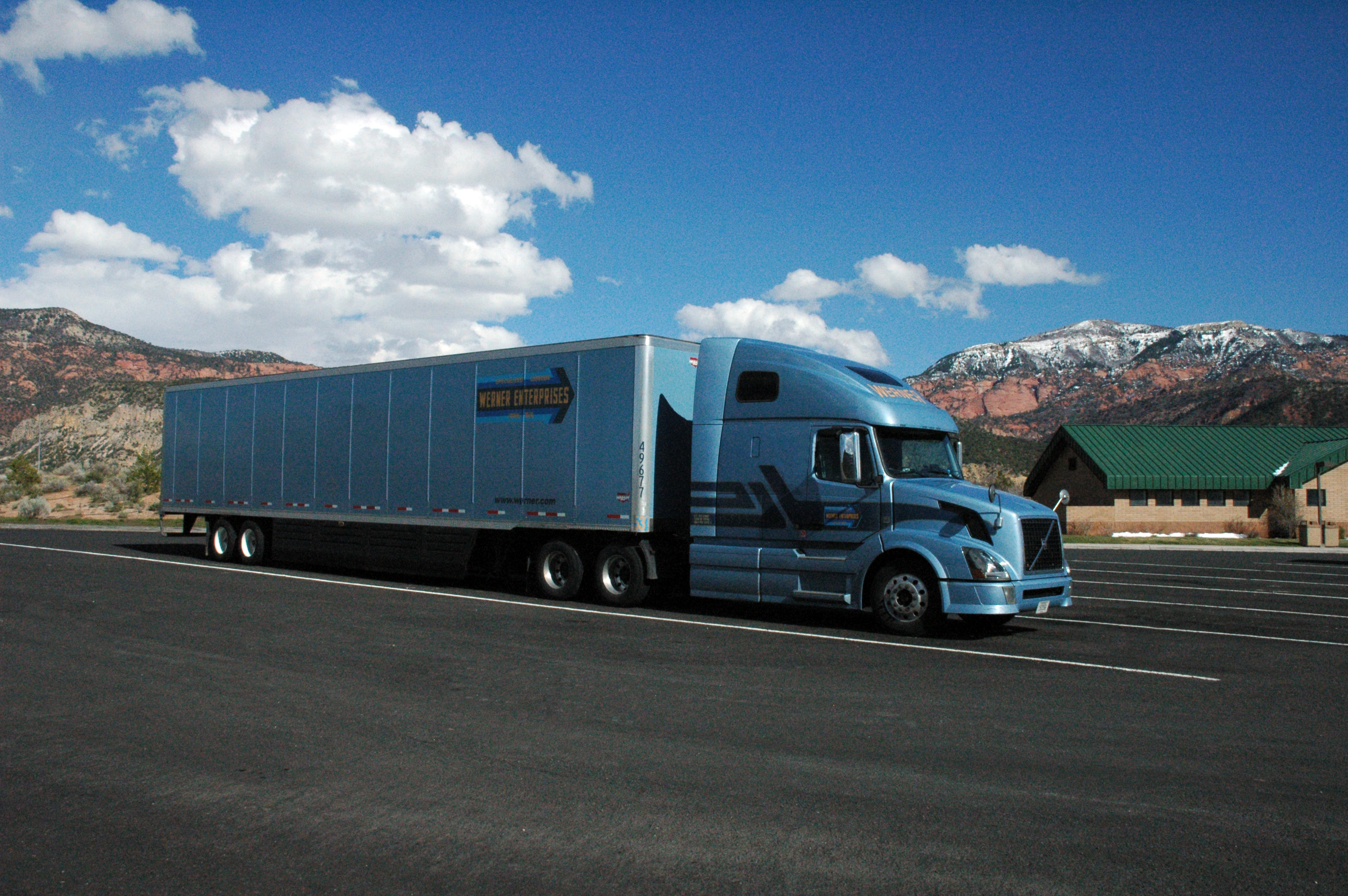
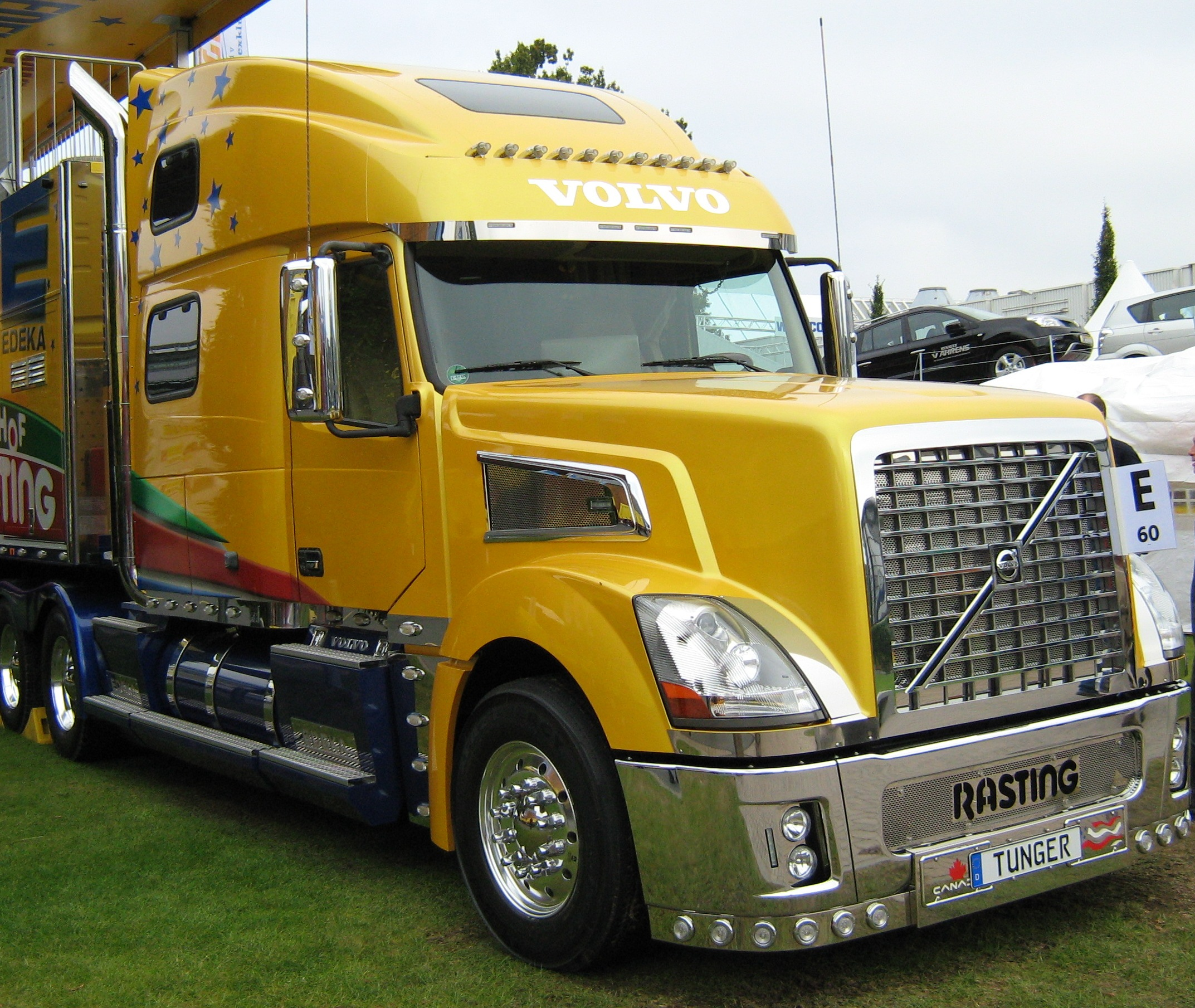